# Ponomarevita
La ponomarevita és un mineral de la classe dels halurs. Va rebre el seu nom en honor de Vassili Vassílievitx Ponomariov (1940-1976), vulcanòleg rus de l'Institut de Vulcanologia, qui va estudiar el volcà Tolbàtxik.

## Característiques
La ponomarevita és un halur de fórmula química K₄Cu₄Cl10O. Cristal·litza en el sistema monoclínic. La seva duresa a l'escala de Mohs és 2,5.
Segons la classificació de Nickel-Strunz, la ponomarevita pertany a «03.DA: Oxihalurs, hidroxihalurs i halurs amb doble enllaç, amb Cu, etc., sense Pb» juntament amb els següents minerals: atacamita, melanotal·lita, botallackita, clinoatacamita, hibbingita, kempita, paratacamita, belloïta, herbertsmithita, kapellasita, gillardita, haydeeïta, anatacamita, claringbul·lita, barlowita, simonkol·leïta, buttgenbachita, connel·lita, abhurita, anthonyita, calumetita, khaidarkanita, bobkingita, avdoninita i droninoïta.

## Formació i jaciments
Va ser descoberta al primer con d'escòria de l'avanç nord de la Gran erupció fissural, del volcà Tolbàtxik, situat a l'óblast de Kamtxatka, al Districte Federal de l'Extrem Orient, Rússia. També ha estat trobada a les fumaroles Nóvaia i Iadovítaia, al segon con d'escòria de la mateixa zona del volcà. No ha estat descrita en cap altre indret més del planeta.